# 74

74(칠십사)는 73보다 크고 75보다 작은 자연수다.

## 수학
- 합성수로, 그 약수는 1, 2, 37, 74다. 진약수의 합은 40이므로, 74는 부족수다.
  - 25번째 반소수다. 앞의 반소수는 69, 다음 반소수는 77이다.
- {\displaystyle 74=5+12+22+35}
  - 연속하는 네 오각수의 합으로 나타낼 수 있는 수다. 이 성질을 지닌 앞의 수는 40, 다음 수는 120이다.
- {\displaystyle 74=5^{2}+7^{2}=25+49}
  - 연속하는 두 홀수의 제곱합으로 나타낼 수 있는 수다. 이 성질을 지닌 앞의 수는 34, 다음 수는 130이다.
  - 연속하는 두 소수(素數)의 제곱합으로 나타낼 수 있는 수다. 이 성질을 지닌 앞의 수는 34, 다음 수는 170이다.
  - 서로 다른 두 소수(素數)의 제곱합으로 나타낼 수 있는 3번째 반소수다. 이 성질을 지닌 앞의 수는 58, 다음 수는 146이다. (OEIS의 수열 A103558)

## 과학
- 텅스텐(W)의 원자번호.
- NGC 74: 안드로메다자리 방향에 있는 렌즈형은하.

## 교통
- 고속도로
  - 주간고속도로 제74호선: 아이오와주 대븐포트에서 노스캐롤라이나주 럼버튼(영어판)까지 이어지는 미국의 주간고속도로.
  - 유럽 고속도로 74호선: 프랑스 니스에서 이탈리아 알레산드리아까지 이어지는 유럽 고속도로.
- 국도 제74호선
  - 미국 74번 국도: 테네시주 채터누가에서 노스캐롤라이나주 라이츠빌비치(영어판)까지 이어지는 미국의 국도.
- 기타 도로
  - 현도 제74호선

## 군사
- U-74: 독일의 군용 잠수함. 제1차 세계 대전에 사용된 1915년제 모델(영어판)과 제2차 세계 대전에 사용된 1940년제 모델(영어판)이 있다.

## 문화유산
- 대한민국의 국보 제74호: 청자 오리모양 연적
- 대한민국의 보물 제74호: 양산 통도사 국장생 석표
- 대한민국의 사적 제74호: 김해 수로왕비릉

## 방송
- 스카이라이프의 채널 나우 채널 번호.
- 지니 TV의 하이라이트TV 채널 번호.
- B tv의 OCN 무비스2 채널 번호.
- U+ TV의 KBS 스토리 채널 번호.
- LG헬로비전의 tvN 쇼 채널 번호.
- B tv 케이블의 엠플렉스 채널 번호.
- KT HCN의 MGTV 채널 번호.

## 기타
- 날짜: 7월 4일
- 연도: 74년, 기원전 74년
- 질내사정을 의미하는 속어로 쓰인다.
- 콤팩트 디스크 혹은 미니디스크의 녹음 시간은 보통 74분 분량이다. 이를 확장하면 최대 80분까지 녹음이 가능하다.